# Midna
Midna (ミドナ?, Midona) è un personaggio immaginario della serie di videogiochi The Legend of Zelda. Debutta in The Legend of Zelda: Twilight Princess e come Navi o Tael aiuta il giocatore con preziosi consigli. Il suo obiettivo è distruggere Zant, usurpatore del trono nel regno del crepuscolo. Ha una natura maliziosa e oscura, ed ha una risatina malvagia che usa frequentemente. Il nome Midna deriva da midnight (mezzanotte). Appare come assistente in Super Smash Bros. per Nintendo 3DS e Wii U e in Super Smash Bros. Ultimate; come personaggio giocabile in Hyrule Warriors.

## Biografia

L'aspetto reale di Midna

Midna appartiene alla razza dei Twili proprio come Zant. In tempi recenti è stata trasformata in un demonietto dall'oscuro signore Zant. In seguito, Midna rivela essere la Principessa del Regno del Crepuscolo, tramutata dal potente Zant in una creatura dell'oscurità. Esso usa il potere oscuro del suo signore Ganondorf per mantenerla in questa forma. Link incontra Midna per la prima volta nel regno del crepuscolo, in una prigione del castello di Hyrule, trasformato in lupo. Da qui in poi, essa rimarrà in groppa al lupo per tutto il tempo. Dopo aver superato il tempio degli Zora, Link e Midna trovano Zant proprio di fronte a loro. Esso infligge un grave danno a Midna, esponendola direttamente al mondo della luce. Link, dunque, porta Midna dalla principessa Zelda, la quale dice all'eroe di trovare la Spada Suprema. Dopodiché, Zelda salva la piccola creatura donandole tutto il suo potere e diventando un tutt'uno con lei, salvandola da una quasi certa morte. Dopo questa esperienza, Midna assume un comportamento più serio e, sempre cavalcando Link, parte alla ricerca della Spada Suprema e, in seguito, dei frammenti di specchio che potranno riportarla al suo regno d'origine. Dopo la battaglia contro Zant, Midna recupera quasi tutti i suoi poteri, con i quali dà il colpo di grazia al malvagio signore. Dopo la morte di Ganondorf, Midna riassume il suo originale aspetto. Alla fine del gioco, Midna saluta Link e Zelda mentre torna al Regno del Crepuscolo e, sorprendendo i due, rompe lo specchio che permette di raggiungere quel mondo (con una sola lacrima).

## Caratteristiche
Il concept di Midna proveniva da un altro gioco su cui Nintendo stava lavorando prima di Twilight Princess, che alla fine fu però abbandonato. Il personaggio è stato illustrato da Yusuke Nakan e doppiato da Akiko Kōmoto. Nel descrivere il personaggio, il director di The Legend of Zelda: Twilight Princess Eiji Aonuma l'ha definita "tsundere", ovvero un personaggio che appare snob e sfacciato, ma che diviene più gentile e disponibile nel tempo. Quando fu chiesto dal giornalista di Game Informer Billy Berghammer se Midna avrebbe fatto un'apparizione in giochi successivi a Twilight Princess, Aonuma ha ritenuto improbabile che sarebbe tornata a causa degli eventi del finale, ma ha aggiunto che se ci fosse abbastanza richiesta, gli sviluppatori avrebbero potuto prendere in considerazione la proposta.
La forma originale di Midna è una donna dalla pelle turchese con tatuaggi sugli arti, capelli arancioni e occhi rossi. Come affermato in The Legend of Zelda: Hyrule Historia, il suo design ha "un'aria del mediorientale" in contrasto con il design occidentalizzato della Principessa Zelda. Indossa un abito tipico dell'Asia meridionale, ovvero gagra choli nero con un velo nero. Tuttavia, dopo essere stata maledetta da Zant, Midna divenne un piccolo "diavoletto". Oltre alla sua mancanza di vestiti, salvo un frammento usato come maschera, Midna porta con sé elementi della sua forma originale. Mentre è nella sua forma da folletto, Midna parla spesso in modi sinistri e sarcastici, spesso ostentando disinteresse per la situazione di Link a meno che non soddisfi i suoi bisogni. I suoi capelli arancioni sono il suo principale metodo di controllo fisico mentre è in forma di diavoletto e spesso li usa per infliggere danni fisici o controllare Link mentre è nella sua forma di lupo. I suoi dialoghi sullo schermo sono spesso accompagnati da un balbettio, che è stato realizzato da Kōmoto campionando frasi in lingua inglese.

## Accoglienza
Midna è stata rivelata per la prima volta nel trailer dell'E3 2005 di Twilight Princess, che ha anche mostrato per la prima volta il Reame del Crepuscolo e Link Lupo. Il suo sesso era sconosciuto all'epoca, causando una certa confusione tra i giornalisti. L'editor di IGN Matt Casamassina ha infatti affermato che il "personaggio colorato" si era scontrato con l'allora mondo in bianco e nero del Reame del Crepuscolo, anche se era entusiasta di vedere come avrebbero funzionato le meccaniche del lupo e del cavaliere.
Midna ha ricevuto un'accoglienza per lo più positiva sia dalla stampa dei videogiochi che dal pubblico per il suo ruolo in Twilight Princess. Il giornalista di Game Informer Andrew Reiner ha dichiarato che lei, insieme alla trasformazione in lupo di Link, avevano avuto effetti incredibili sul gameplay di Twilight Princess. Sempre per Game Informer, Billy Berghammer ha dichiarato di amare Midna, descrivendola come un personaggio interessante a causa di come avesse incasinato Link durante il gioco. Il giornalista di 1UP.com Jeremy Parish ha dichiarato che i personaggi secondari di Twilight Princess compensassero la natura laconica di Link, Midna più di altri. Dave Arey' lha infatti descritta come sarcastica e premurosa, oltre che come un personaggio intricato che porta avanti la trama per i propri mezzi. Sebbene Dave Arey di America's Intelligence Wire la descrivesse come intrigante, sentiva che avrebbe potuto esserlo di più se Nintendo l'avesse sviluppata ulteriormente. GamesRadar l'ha elencata tra i 25 migliori nuovi personaggi del decennio, affermando che prima di Midna, gli unici personaggi con cui potevano ci si poteva relazionare erano Link, la Principessa Zelda e Ganon. Matthew Rickert di RPGamer ha dichiarato di non aver trovato nulla di intrigante o simpatico in lei, lamentandosi di quanto tempo le fosse dedicato nonostante ciò, sostenendo che offrisse poco aiuto a Link e che sembrava aver sostituito Zelda in Twilight Princess.
È stata anche elogiata per il suo ruolo generale nella serie e come personaggio Nintendo. Si è classificata al quinto posto nella top ten dei migliori personaggi femminili dei videogiochi stilata dai membri del forum di Official Nintendo Magazine. Lo staff di ONM ha aggiunto che era molto amata dai fan di Nintendo e la sua storia precedente avesse reso difficile non amarla. L'editore di G4TV Michael Leffler l'ha definita una meravigliosa aggiunta alla serie, aggiungendo che bilanciasse Link. Nintendo Power, nel discutere il finale di Twilight Princess, descrisse la relazione tra Link e Midna come una delle più avvincenti nella storia di The Legend of Zelda. L'editore di IGN Lucas M. Thomas si riferisce a lei come essenzialmente il secondo personaggio giocabile in Twilight Princess.
Midna è stata paragonata a diversi personaggi immaginari, il più delle volte al personaggio della serie The Legend of Zelda Navi. Anche Jonathan Metts, redattore di Nintendo World Report, ha paragonato Midna a Navi, definendoli analoghi tra loro ma differiva nel dire che non la trovava minimamente fastidiosa. Ha aggiunto che, a differenza di Navi, aveva una vera personalità e un ambiguo senso della moralità. Un'anteprima di Twilight Princess sulla rivista GameAxis Unwired ha anche paragonato Midna a Navi, sebbene criticasse la sua incapacità di identificare i nomi e le debolezze dei nemici come poteva fare Navi. David Craddock di Shacknews ha paragonato Midna a Tatl di The Legend of Zelda: Majora's Mask, un personaggio fisicamente simile a Navi, definendola "molto sarcastica" e "molto divertente". Per questo motivo, l'ha trovata molto più interessante di Navi. Nel libro "Il significato dei videogiochi: giochi e studi testuali", l'autore Steven Edward Jones, trattando vari personaggi non giocabili che assistono il personaggio giocabile durante il gioco, ha paragonato Midna a un altro assistente a cavallo di lupi di nome Issun del gioco d'azione Ōkami, aggiungendo che entrambi sembrano essere basati su Navi. È andato oltre suggerendo che questo tipo di personaggi potrebbe essere basato su Trilli di Peter Pan.
Prima dell'uscita di Super Smash Bros. Brawl, l'inclusione di Midna come personaggio giocabile era un suggerimento popolare tra i fan. In un articolo che descrive in dettaglio i primi dieci personaggi più richiesti per Brawl, i redattori di IGN Phil Pirrello e Richard George hanno classificato Midna al terzo posto, citando la sua personalità autoritaria e i poteri basati sull'ombra, che avrebbero aggiunto un gameplay non convenzionale tanto necessario alla serie Super Smash Bros.. Midna è stata anche descritta in due editoriali di Smash It Up di IGN; prima come Reader's Choice e poi tra gli altri doppi personaggi. Entrambi erano stati scritti da Lucas M. Thomas, che ha anche elogiato il personaggio per il suo potenziale come combattente di Super Smash Bros. di qualità. In risposta alla loro lista dei dieci personaggi più ricercati, un gruppo di fan di Midna ha iniziato a inviare molte e-mail a IGN, costringendo i membri dello staff di IGN Stars a creare un articolo che menzionasse il loro forum e la loro causa per far apparire Midna in più videogiochi.

## Apparizioni
- The Legend of Zelda: Twilight Princess - 2006 (GameCube/Wii)

### Fuori dalla serie
- Super Smash Bros. Brawl - 2008 (Wii)
- Super Smash Bros. 4 - 2014 (Wii U, 3DS)
- Super Smash Bros. Ultimate - 2018 (Switch)
- Hyrule Warriors - 2014 (Wii U, 3DS)
- Hyrule Warriors: Definive Edition - 2018 (Switch)